# Roland Sauer (Fußballspieler)
Roland Sauer (* 11. September 1962) ist ein ehemaliger deutscher Fußballspieler, der in den 1980er Jahren für den 1. FC Lokomotive Leipzig und den FC Vorwärts Frankfurt/O. in der DDR-Oberliga, der höchsten Spielklasse im DDR-Fußball, aktiv war. Er ist mehrfacher DDR-Nachwuchsnationalspieler.

## Sportliche Laufbahn
Als Spieler des 1. FC Lok Leipzig wurde Roland Sauer im Sommer 1980 in den Kader der DDR-Juniorennationalmannschaft berufen. Mit ihr bestritt er als Verteidiger bis 1981 17 Länderspiele und war mit zwei Toren erfolgreich. Von der Saison 1980/81 an setzte der 1. FC Lok Sauer in der Nachwuchsoberliga ein. Außerdem bestritt er in dieser Spielzeit drei Länderspiele mit der DDR-Nachwuchsnationalmannschaft. In den Spielzeiten 1982/83 und 1983/84 bestritt Sauer jeweils ein Spiel in der DDR-Oberliga, wirkte aber nur einmal über die volle Spieldauer als rechter Verteidiger mit.
Zur Saison 1984/85 wechselte Sauer zum zweitklassigen DDR-Ligisten Chemie Böhlen, wo er bis 1987 zur Stammelf gehörte. Von 95 möglichen Punktspieleinsätzen bestritt er 80 Partien, in denen er fünf Tore erzielte. Im Mai 1987 wurde er zum Wehrdienst in der Nationalen Volksarmee eingezogen, wo ihm die Möglichkeit geboten wurde, weiter Fußball zu spielen. Zunächst wurde er bei der Armeesportgemeinschaft Vorwärts Dessau eingesetzt, bei der er bis zum Dezember 1987 16 Punktspiele in der DDR-Liga absolvierte. Danach wurde er zum Führungsklub der Armeesportvereinigung Vorwärts, dem FC Vorwärts Frankfurt/O., delegiert. Dort musste er zunächst den Posten des verletzten Liberos Lothar Hause übernehmen und rückte nach dessen Genesung auf die Vorstopperposition. Sauer wurde bis zum Saisonende in allen 13 Punktspielen eingesetzt.
Der FC Vorwärts beendete die Saison als Absteiger, und Sauer kehrte zu Vorwärts Dessau zurück, wo er in der Spielzeit 1988/89 19 der 34 DDR-Liga-Spiele bestritt (2 Tore). Anschließend wurde Vorwärts Dessau aufgelöst und Sauer schloss sich wieder dem DDR-Ligisten Chemie Böhlen an. Nach nur 13 Punktspieleinsätzen ohne Tore wechselte Sauer, obwohl Böhlen in die Oberliga aufgestiegen war, nach nur einer Saison zum 1. FC Markkleeberg, der nach dem Beitritt des DDR-Fußballs zum DFB in der zweitklassigen Liga des Nordostdeutschen Fußballverbandes spielte. Von den 30 Punktspielen konnte Sauer nur elf Begegnungen bestreiten und blieb auch in Markkleeberg ohne Torerfolg. Besser lief es für Sauer im letzten Wettbewerb um den FDGB-Pokal. Der 1. FC Markkleeberg erreichte das Achtelfinale, wobei Sauer in allen drei Spielen mitwirkte. Nach der Neuordnung des DFB-Ligensystems wurde der 1. FC Markkleeberg zur Saison 1991/92 in die drittklassige Fußball-Oberliga Nordost eingegliedert. Damit endete für den 29-jährigen Roland Sauer seine Karriere im höherklassigen Fußball.